# (6976) Kanatsu
(6976) Kanatsu est un astéroïde de la ceinture principale.

## Description
(6976) Kanatsu est un astéroïde de la ceinture principale. Il fut découvert le 23 mai 1993 à Kiyosato par Satoru Ōtomo. Il présente une orbite caractérisée par un demi-grand axe de 2,33 UA, une excentricité de 0,17 et une inclinaison de 8,2° par rapport à l'écliptique.

## Compléments